# Macrobrochis fumosa
Macrobrochis fumosa är en fjärilsart som beskrevs av Guen. Macrobrochis fumosa ingår i släktet Macrobrochis och familjen björnspinnare. Inga underarter finns listade i Catalogue of Life.